# Jerzy Gryt (zapaśnik)
Jerzy Gryt (ur. 24 lipca 1921 w Załężu, zm. 27 maja 2010 w Mikołowie) – zapaśnik, działacz sportowy, olimpijczyk z Helsinek 1952.

## Życiorys
Syn górnika z Załęża w Katowicach – Wilhelma Gryta. Jako volksdeutsch przymusowo wcielony do Wehrmachtu w 1941 roku. Został wysłany na front wschodni, do oddziałów niemieckich zwalczających partyzantkę radziecką. Przeszedł na stronę partyzantów, gdzie przyjął pseudonim „Żorż”. Siedmiokrotnie był zrzucany na spadochronie na tyłach armii niemieckiej, jako dywersant z różnymi misjami. W tym charakterze uczestniczył w szturmie na Berlin w 1945 roku. Dzięki talentowi lingwistycznemu umiał naśladować różne dialekty języka niemieckiego. Po wojnie został przekazany wywiadowi polskiego Ministerstwa Bezpieczeństwa Publicznego, z którym podjął współpracę. Ze służby zwolniono go w 1961 roku w stopniu kapitana. Jednocześnie w tym samym okresie rozwijał karierę zapaśniczą.
Występował w kategorii półśredniej i średniej w stylu klasycznym. Był zawodnikiem Siły Mysłowice. Mistrz Polski w kategorii półśredniej (1947) i średniej (1948, 1951, 1952). Podczas igrzysk olimpijskich w 1952 roku startował w kategorii półśredniej jednak bez powodzenia (odpadł w eliminacjach po dwóch porażkach).
Po zakończeniu kariery zawodniczej został działaczem sportowym. Odznaczony Złotym Krzyżem Zasługi oraz Krzyżem Partyzanckim.

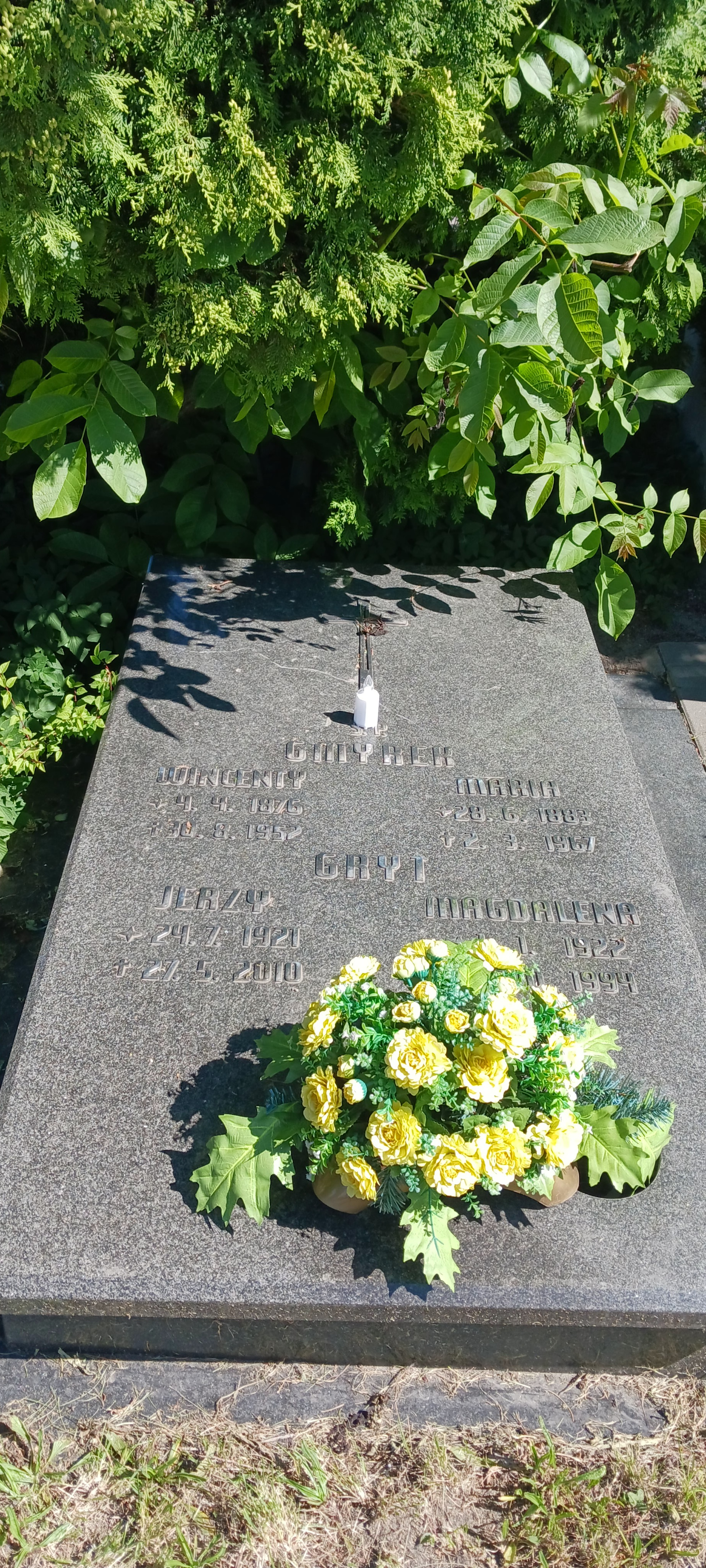
Grób Jerzego Gryta na cmentarzu w Katowicach-Józefowcu przy ul. Słonecznej